# Globočec
 Globočec  falu Horvátországban Krapina-Zagorje megyében. Közigazgatásilag Máriabesztercéhez tartozik.

## Fekvése
Zágrábtól 26 km-re, községközpontjától 4 km-re északkeletre a megye keleti részén, a Horvát Zagorje területén fekszik.

## Története
A településnek 1857-ben 654, 1910-ben 1273 lakosa volt. Trianonig Zágráb vármegye Stubicai járásához tartozott. Híres fazekasfalu. 2001-ben 619 lakosa volt.

## Külső hivatkozások
Máriabeszterce község honlapja